# Terence Dials
Terence Jerome Dials jr. (* 15. Juli 1983 in Detroit, Michigan) ist ein ehemaliger US-amerikanischer Basketballspieler. Nach dem Studium in seinem Heimatland spielte Dials als Profi zunächst in Europa, davon drei Jahre in Frankreich sowie in der Spielzeit 2009/10 sowohl in Deutschland als auch in der Schweiz. Zwischen 2010 und 2012 spielte er neben Zypern zudem auch in der Volksrepublik China und Taiwan. Nach weiteren drei Jahren in Frankreich und der Schweiz gewann Dials 2015 eine Meisterschaft in Uruguay. Anschließend war er professionell nicht mehr aktiv.

## Karriere
Dials wuchs in Boardman (Ohio) auf und ging zum Studium an die Ohio State University, wo er für die Hochschulmannschaft Buckeyes in der Big Ten Conference der National Collegiate Athletic Association (NCAA) spielte. In seinem ersten Jahr gewann man 2002 das Meisterschaftsturnier der Big Ten zusammen mit unter anderem den späteren Basketball-Bundesliga-Spielern Brian Brown und Velimir Radinović. In der zweiten Spielzeit setzte er nach sechs Spielen aus. Die weiteren Ergebnisse und Spielzeiten waren dann überschattet von dem Skandal um den montenegrinischen Spieler Boban Savović, dessen Vergünstigungen bei den Buckeyes zu einer Annullierung der Ergebnisse bis 2002 führte und einer zusätzlichen dreijährigen Sperre für NCAA-Endrunden führte. In seiner letzten Collegespielzeit wurde Dials zum „Player of the Year“ 2006 der Big Ten Conference gewählt und die Buckeyes schafften erstmals nach der Sperre eine Qualifikation für die landesweite NCAA-Endrunde, wo sie in der zweiten Runde als Favoriten überraschend deutlich gegen die Hoyas der Georgetown University unterlagen.
Trotz der guten letzten Collegespielzeit wurde Dials in der NBA-Draft 2006 nicht ausgewählt und begann 2006 eine Profikarriere bei Entente aus Orléans in der französischen LNB Pro A. Trotz einer positiven Saisonbilanz verpasste der Erstliga-Aufsteiger wegen des schlechteren direkten Vergleichs den Sprung in die Play-offs um die französische Meisterschaft. Für die darauffolgende Spielzeit 2007/08 wechselte Dials zum Ligakonkurrenten und Pokalsieger Élan Béarnais aus Pau, der aus gleichem Grunde die Play-offs verpasst hatte. Im ULEB Cup 2007/08 verlor man unter anderem zweimal gegen den deutschen Vertreter Artland Dragons und schied in der Vorrunde aus. In der französischen Meisterschaft blieb am Saisonende zwar vor Dials ehemaliger Mannschaft aus Orléans, verpasste aber erneut die Play-offs. Dials kehrte nach Orléans zurück, die als Tabellenzweiter der Hauptrunde erstmals nach dem Aufstieg in die Play-offs einzogen, während der neunfache Meister zwischen 1986 und 2004 aus Pau als Tabellenletzter abstieg. In den Play-offs zog Entente bis ins Endspiel ein, in dem man dann vergleichsweise deutlich Rekordmeister ASVEL unterlag.
In der Saison 2009/10 blieb Dials zunächst ohne Vertrag und wurde dann als Ersatz für den verletzten Nate Gerwig vom deutschen Erstligisten Paderborn Baskets verpflichtet. Dials präsentierte sich jedoch bei dem in finanziellen und sportlichen Schwierigkeiten steckenden Bundesligisten nicht in allerbester Verfassung und dieser gab ihn Ende Januar frei, worauf dieser zum BBC aus Nyon in der Schweizer Basketball-Nationalliga wechselte. Bereits nach zwei Monaten verließ Dials Ende März 2010 den Schweizer Erstligisten wieder und spielte anschließend in der unterhalb der CBA angesiedelten „National Basketball League of China“ (NBL) für die Mannschaft aus Anshan. Für die europäische Spielzeit 2010/11 kehrte er zunächst zurück und spielte auf Zypern für Pizza Express Apollon in Limassol. Nach 13 Spielen ging er jedoch zurück nach China in die NBL und spielte für die „Springs“ aus Hebei. Anschließend absolvierte er noch wenige Spiele auf Taiwan für „Pure Youth“.
Nach einem „Try-out“ beim französischen Erstligisten CSP Élite aus Limoges in der Saisonvorbereitung 2012/13 bekam Dials einen Vertrag beim Zweitligisten Hyères Var Basket aus Toulon in der Pro B. Nachdem sich sein Ex-Verein aus Orléans von Brandon Hunter trennte, holten ihn jedoch Anfang April 2013 die Orléans Loiret Basket, so der neue Name von Entente, hoch in die erste Liga. Die Mannschaft verpasste auf dem neunten Platz sowohl 2013 als auch in der LNB Pro A 2013/14 nur knapp den Einzug in die Play-offs um die französische Meisterschaft. In der Saison 2014/15 war Dials erneut in der Schweizer Nationalliga aktiv für den BBC aus Monthey. Der Verein blieb in der Qualifikationsrunde für die Play-offs der besten vier Mannschaften in zehn Spielen sieglos und belegte am Ende den sechsten Platz. Zum Saisonende wechselte Dials nach Uruguay, wo er dem Club Malvín aus der Hauptstadt Montevideo den Meisterschaftstitel verteidigen half. Anschließend war Dials nicht mehr bei professionellen Mannschaften aktiv gemeldet.